# George Pocock

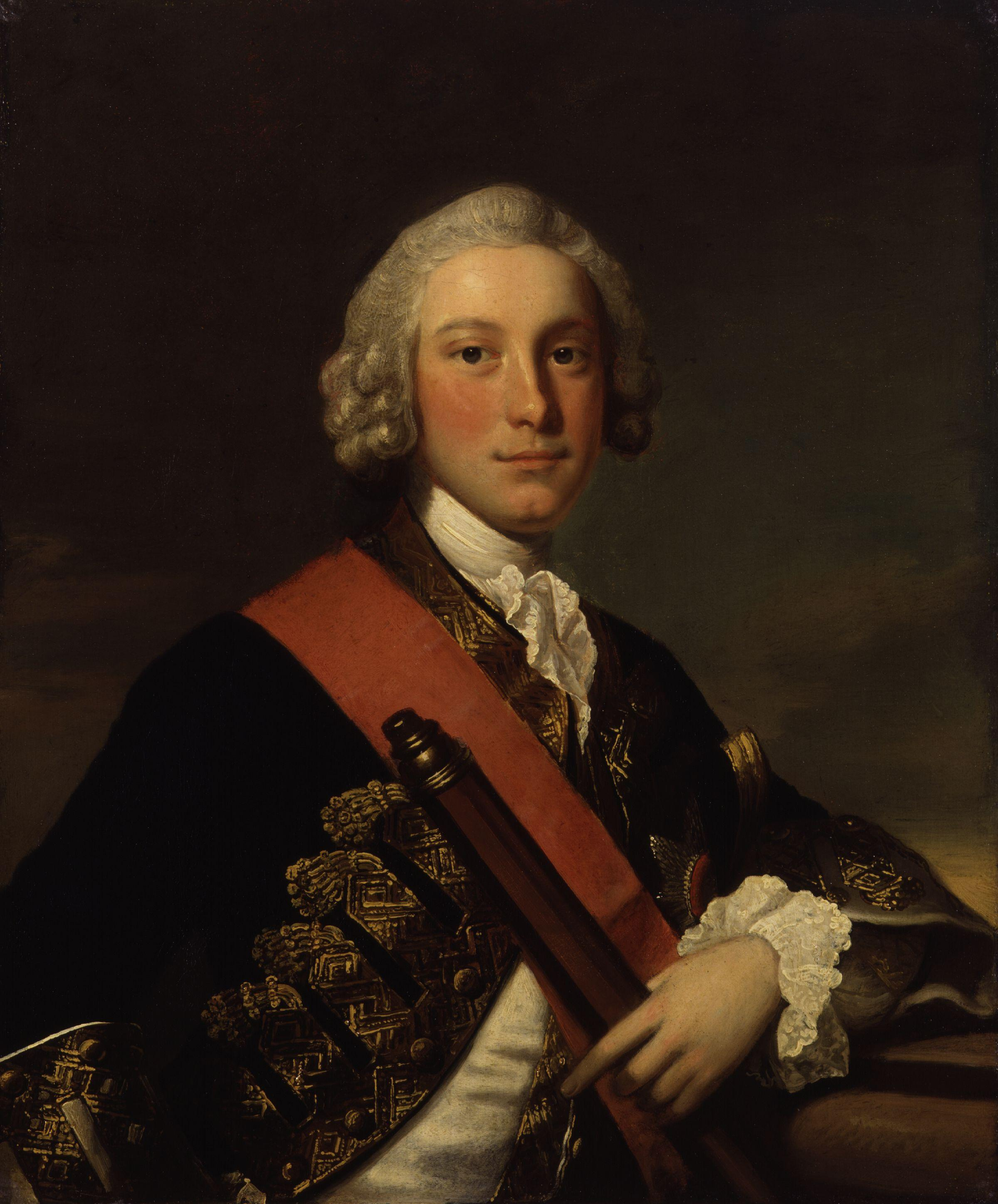
Sir George Pocock

Sir George Pocock, KB (* 6. Märzjul. / 17. März 1706greg. in Thames Ditton, Surrey; † 3. April 1792 in London) war ein britischer Marineoffizier, zuletzt im Rang eines Admiral of the Blue.

## Geschichte
George Pocock war der älteste Sohn des anglikanischen Geistlichen Rev. Thomas Pocock aus dessen Ehe mit Joyce Master. Sein Vater war als Marine-Kaplan der Royal Navy an der Einnahme von Gibraltars und der Schlacht bei Vélez-Málaga beteiligt und wurde Kaplan des Royal Hospital in Greenwich. Mütterlicherseits war Pocock ein Neffe des Admirals George Byng, 1. Viscount Torrington.
Pocock trat 1718, als Zwölfjähriger, in die Royal Navy ein. Zusammen mit seinem Cousin Hon. John Byng nahm er auf dem von seinem Onkel mütterlicherseits, Captain Streynsham Master, kommandierten Linienschiff Superb an der Seeschlacht vor Kap Passero vor Sizilien teil. Ab 1721 diente er als Midshipman auf den Schiffen Loose und Prince Frederick. Nach Bestehen der Offiziersprüfung im April 1725 wurde er im Dezember 1726 zum Lieutenant befördert und zwischen 1727 und 1734 auf den Linienschiffen Burford und Namur als Dritter bzw. Erster Lieutenant eingesetzt. Im Februar 1734 erhielt er die Beförderung zum Commander und mit der Fregatte Bridgewater sein erstes eigenes Kommando. Im August 1738 wurde er zum Captain befördert und erhielt das Kommando über die kleine Fregatte Aldborough, sowie zwischen 1742 und 1743 nacheinander über die Linienschiffe Suffolk, Woolwich, Shrewsbury und Sutherland. Im Rahmen des Österreichischen Erbfolgekriegs wurde er von 1743 bis 1747 vorwiegend in der Karibik und im Atlantik eingesetzt. Nach Kriegsende lebte Pocock von 1749 bis 1754 in London und erhielt im Juli 1754 das Kommando über das Linienschiff Cumberland.
Im Januar 1755 erhielt er Befehl, sich als Kommandant des Linienschiffs Eagle einer Schwadron unter Vice-Admiral Charles Watson anzuschließen, die nach Indien auslaufen sollte. Noch vor seiner Abfahrt in England wurde die Eagle jedoch in einem Sturm so schwer beschädigt, dass er, im Februar 1755 zum Rear-Admiral of the White befördert, stattdessen das Linienschiff Cumberland zurückerhielt. Das Geschwader erreichte am 10. November 1755 Bombay und im Februar 1756 nahm er an der Einnahme der Festung Gheriah, nördlich von Goa, teil. Anschließend fuhr das Geschwader weiter nach Madras und schloss sich sodann im Rahmen des Siebenjährigen Krieges der Belagerung des französischen Stützpunkts Chandernagore in Bengalen an. Im Juni 1756 wurde er zum Rear-Admiral of the Red befördert, erhielt als Admiral Watson im August 1756 an einem Fieber starb, das Kommando über seine Schwadron und wurde im Dezember 1756 zum Vice-Admiral of the Blue befördert. 1757 wurde er Oberbefehlshaber der britischen Flotte vor Indien (East Indies Station) und im Februar 1757 zum Vice-Admiral of the White befördert. Im April 1757 wurde Chandernagore eingenommen und Pocock im Januar 1758 zum Vice-Admiral of the Red befördert. Als die Franzosen im Frühjahr 1758 Verstärkungen erhielten, gelang es Pocock in drei Seeschlachten (Cuddalore, Negapatam und Pondicherry) deren Anlandung erheblich zu behindern und schließlich die französische Flotte unter Anne Antoine d’Aché aus Indien zu vertreiben.
Ende 1759 kehrte Pocock nach Großbritannien zurück und wurde dort im Januar 1760 mit den Stimmen der Admiralität als Abgeordneter für das Borough Plymouth ins britische House of Commons gewählt. Im Parlament stimmte er meist für die Anträge der Regierung und hatte sein Mandat bis 1768 inne. Im Februar 1761 wurde er zum Admiral of the Blue befördert und in Anerkennung seiner Verdienste in Indien am 23. März 1761 als Knight Companion des Bathordens (KB) geadelt.
Im Januar zum 1762 Kommandeur der Seestreitkräfte für einen Angriff auf die spanische Kolonie auf Kuba ernannt, trug er beim kombinierten See- und Landangriff auf Havanna (Belagerung von Havanna), zusammen mit George Keppel, 3. Earl of Albemarle, entscheidend zum Erfolg des Feldzugs bei. Im Januar 1763 traf er wieder in Großbritannien ein. Aus Enttäuschung darüber, dass mehrmals bei der Vergabe des Amtes des Ersten Lord der Admiralität zugunsten anderer Admirale mit geringerem Dienstalter unberücksichtigt blieb, legte er sein Admiralsamt am 11. September 1766 im Rahmen einer Audienz bei König Georg III. nieder und ging in den Ruhestand.
Er verbrachte den Rest seiner Tage auf seinem Gut Orleans House in Twickenham, Middlesex. Er starb schließlich am 3. April 1792 in seinem Haus in der Curzon Street in London und wurde in der St. Mary’s Church in Twickenham bestattet. In der Westminster Abbey in London wurde ihm ein Denkmal errichtet.

## Ehe und Nachkommen
George Pocock heiratete am 28. November 1763 Sophia Pitt Drake (1733–1767), Witwe seines Freundes Commodore Digby Dent (1710–1761). Aus dieser Verbindung gingen eine Tochter und ein Sohn hervor:
- Sophia Pocock († 1811) ⚭ 1782 John Poulett, 4. Earl Poulett;
- Sir George Pocock, 1. Baronet (1765–1840) ⚭ 1791 Charlotte Mary Long.